# 江氏大宗祠
江氏大宗祠，位于中国广东省云浮市郁南县宋桂镇宁波井头围村，为郁南县的一个县级文物保护单位，类型为古建筑，公布时间为2003年4月8日。
江氏大宗祠的历史年代为清代。